# 호브송 카를루스 두아르치
호브송 카를루스 두아르치(포르투갈어: Róbson Carlos Duarte, 1993년 6월 20일 ~ )는 짧게 호브종이라고도 불리는, 브라질의 축구 선수로, 포지션은 스트라이커와 양쪽 윙어를 소화한다. 현재 페르세바야 수라바야 소속이다. K리그 등록명은 두아르테였다.

## 클럽 경력
호브종은 2012년 아메리카-SP에서 데뷔하였으며, 2016년에는 산투 안드레 소속으로, 브라질 주리그 중 하나인 캄페오나투 파울리스타의 2부리그에서 우승을 차지하였다. 2018년에는 AA 아나폴리나에서 15경기 6골을 터뜨리며, 캄페오나투 고이아누 득점 3위에 올라섰다.
2018년 8월 1일 호브종은 대한민국 K리그2 광주 FC로 임대 이적을 떠나며, 생애 처음으로 해외 진출을 하게 되었다. 호브종의 대한민국 축구 무대로 도전할 수 있었던 건 그의 친구들의 도움이 컸다. 미드필더 김현솔과 2014년 CA 소로카바에서 호흡을 맞춘 적이 있으며, 2016년에는 이투아누 FC에서 말컹과 호흡을 맞춘 적이 있어, 그들에게 도움을 구할 수 있었다. 호브종은 K리그 등록명으로 두아르테를 사용하면서, 한국 축구팬들에게 두아르테라는 이름으로 더 알려지게 되었다.
두아르테는 K리그2 2018 시즌 마지막 경기인 안산 그리너스 FC와의 36라운드 경기에서 두 골을 터뜨리며, K리그2 라운드 MVP를 수상하기도 하였다. 팀은 두아르테의 맹활약으로 4-0 완승을 이끌어내며, 라운드 베스트 팀에 선별되기도 하였다.
2019년 1월 9일 두아르테는 서울 이랜드 FC에 입단하였다. 3월 3일 전 소속팀 광주 FC를 상대로 리그 개막전이자 홈 개막전 그리고 자신의 서울 이랜드에서의 첫 경기에 선발 투입되었으나, 후반이 시작된지 얼마 안된 47분 경, 경기장 우측면에서 공격 시도하는 도중 광주의 미드필더 박정수의 수비에 막히자, 박정수의 무릎쪽을 뒷발로 가격하는 장면이 포착되며 다이렉트 퇴장을 당했다.
2020시즌을 앞두고 파라나 클루비로 이적했다.
2021시즌을 앞두고 K리그2의 안산 그리너스로 이적했다.
2023년 시즌 앞두고 K리그2의 충남아산으로 이적하였다.